# Michail Fjodorowitsch Baburin
Michail Fjodorowitsch Baburin (russisch Михаил Фёдорович Бабурин; * 19. Septemberjul. / 2. Oktober 1907greg. in St. Petersburg; † 9. September 1984 in Moskau) war ein sowjetischer Bildhauer und Hochschullehrer.

## Leben
Baburin besuchte 1922–1925 das Petrograder/Leningrader Kunst-Pädagogik-Technikum (bis zur Oktoberrevolution Zeichenschule unter Nicholas Roerichs Leitung). Dann studierte er am Leningrader Höheren Künstlerisch-Technischen Institut mit Abschluss 1930 bei Wsewolod Lischew.
1932–1936 war Baburin Aspirant am Leningrader Institut für Malerei, Bildhauerei und Architektur bei Alexander Matwejew.
Von 1961 bis 1984 lehrte Baburin am Moskauer Surikow-Kunstinstitut (Nachfolger der Moskauer Hochschule für Malerei, Bildhauerei und Architektur). Er war dort Professor und leitete den Lehrstuhl für Bildhauerei. Auch lehrte er an der Sawizki-Kunstschule in Pensa. Schüler Baburins waren Andrei Balaschow, Michail Dronow, Dmitri Tugarinow, Leonid Baranow u. a.
Baburins bekanntestes Werk ist das 30 m hohe Monument Druschby (Ehrenmal der Freundschaft) in Ufa anlässlich des 400-jährigen Jubiläums der Vereinigung Baschkiriens mit Russland. Der Grundstein wurde während der Jubiläumsfeier 1957 gelegt. Die Projektierung konnte Baburin zusammen mit Bildhauerin Galina P. Lewizkaja und den Architekten Jewgeni Kutyrew und Gennadi I. Gawrilow erst 1961 abschließen. Die Skulpturen wurden im Leningrader Werk Monument-Skulptura gegossen. Für die beiden die Völker Russlands und Baschkiriens symbolisierenden Frauenfiguren standen Baburins Tochter und Suchra Muratowa Modell. 1965 wurde das Monument mit einer Rede des Dichters Mustai Karim feierlich eingeweiht. Der Ort des Monuments war der Ufaer Kreml, der bei einem der großen Brände abgebrannt war. Die dort erbaute Dreifaltigkeitskirche war 1930 geschlossen und 1956 abgerissen worden. 2006 wurde das Monument restauriert, und die Umgebung wurde verschönert.
Baburin schuf die Büste Wissarion Belinskis für den Bahnhof Belinskaja bei Pensa sowie 1967 mit Gennadi I. Gawrilow das Lenin-Denkmal in Ufa. Eine Kopie des Ufaer Lenindenkmals stand 1971–1991 in Merseburg.
Baburin wurde 1973 Vollmitglied der Akademie der Künste der UdSSR und war Mitglied der Union der Künstler der UdSSR.
Baburin war mit der Malerin Alexandra Grigorjewna Baburina (1909–2002) verheiratet. Ihre Tochter Nadeschda Michailowna Baburina (1933–2007) war Kunstwissenschaftlerin und Drehbuchautorin.
Baburin starb am 9. September 1984 in Moskau und wurde auf dem Kunzewoer Friedhof begraben.

## Ehrungen, Preise
- Stalinpreis I. Klasse (1950 mit Coautoren) für ein Lenin-und-Stalin-Relief
- Volkskünstler der Baschkirischen Autonomen Sozialistischen Sowjetrepublik (1965)[1]
- Volkskünstler der UdSSR (1978)[1]
- Goldmedaille der Akademie der Künste der UdSSR für die Skulptur Pesnja (Lied)  (1957, Russisches Museum)[1]
- Goldmedaille der Expo 58 für die Skulptur Pesnja

## Monument Druschby

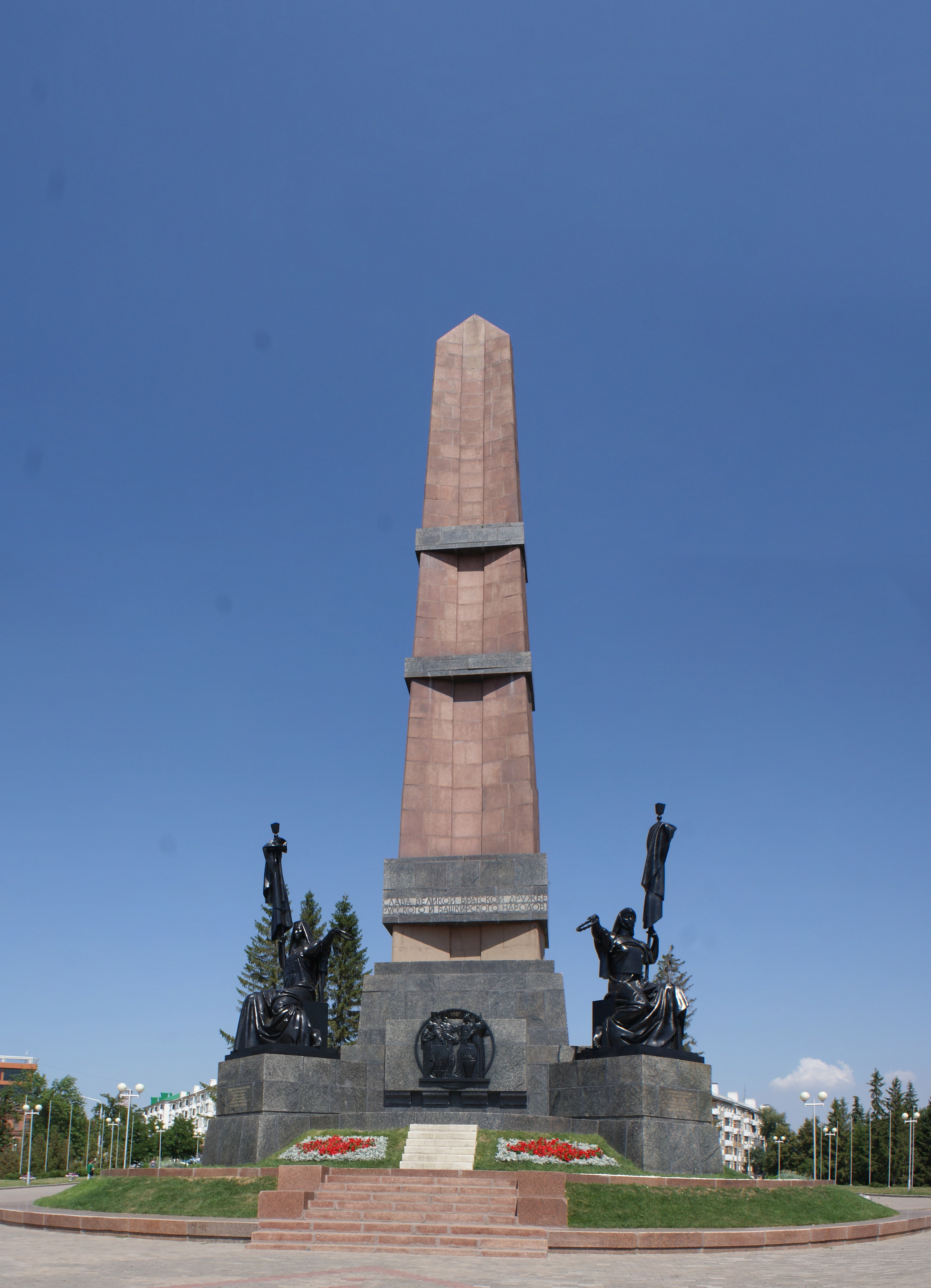
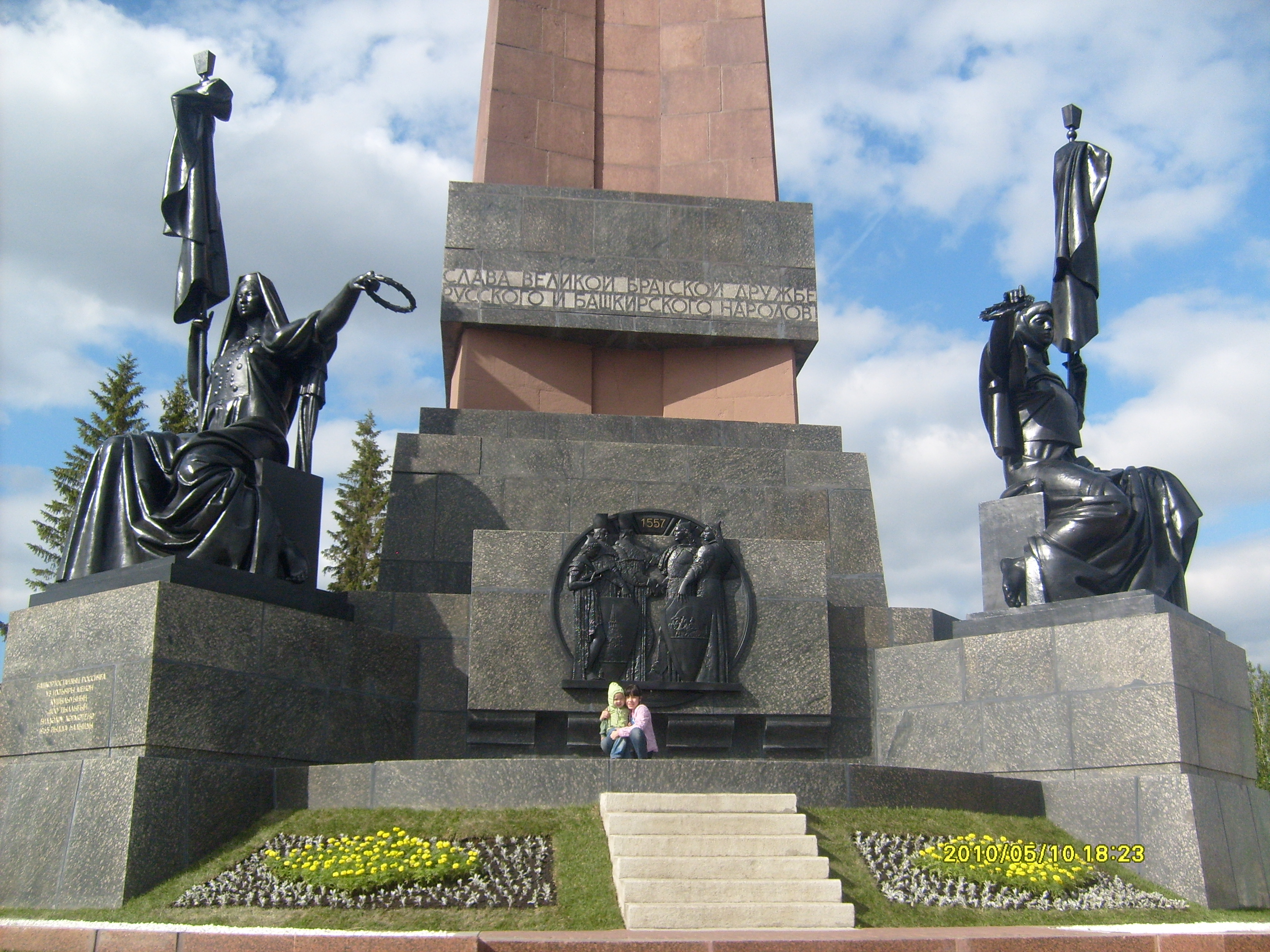
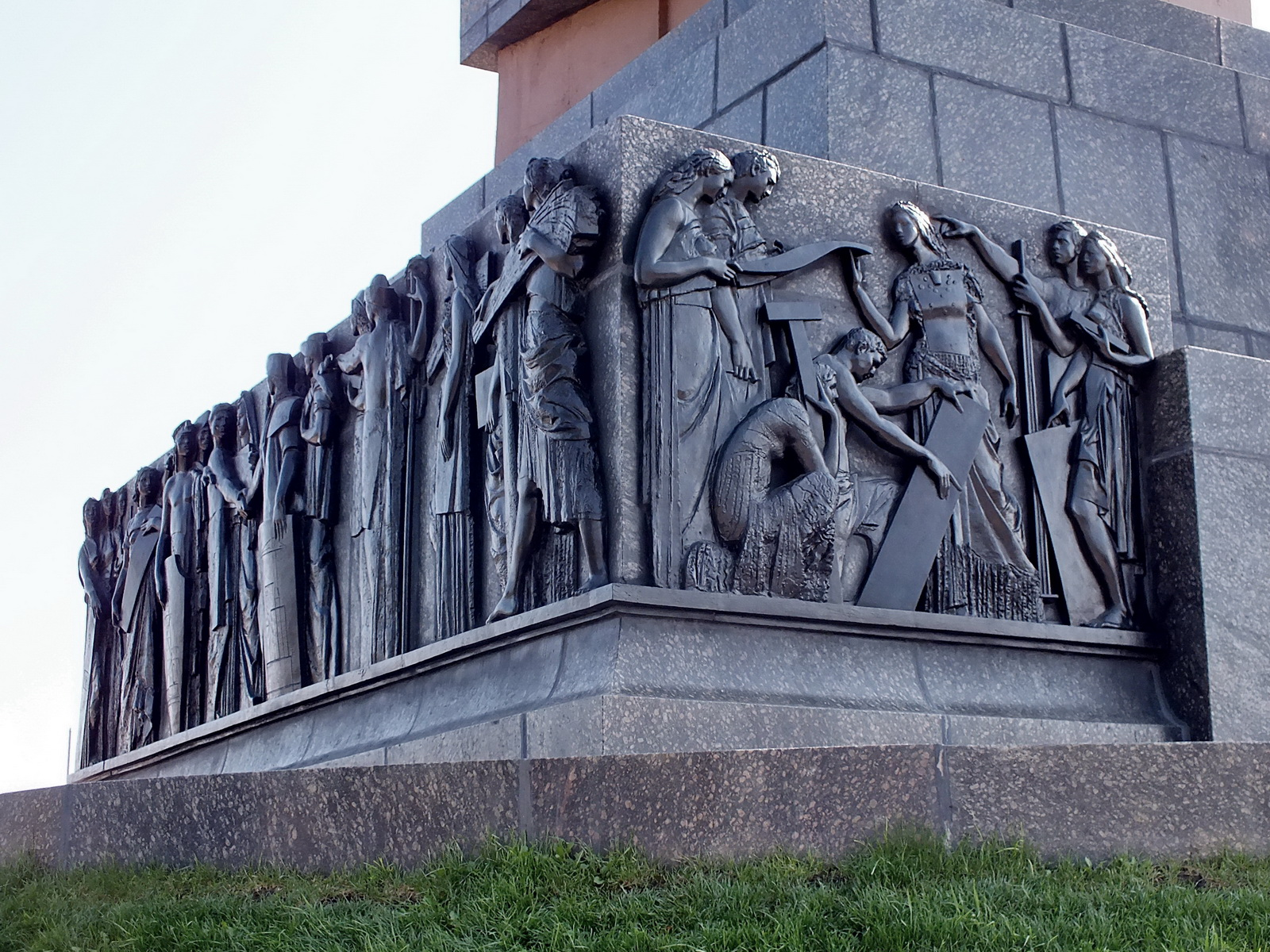
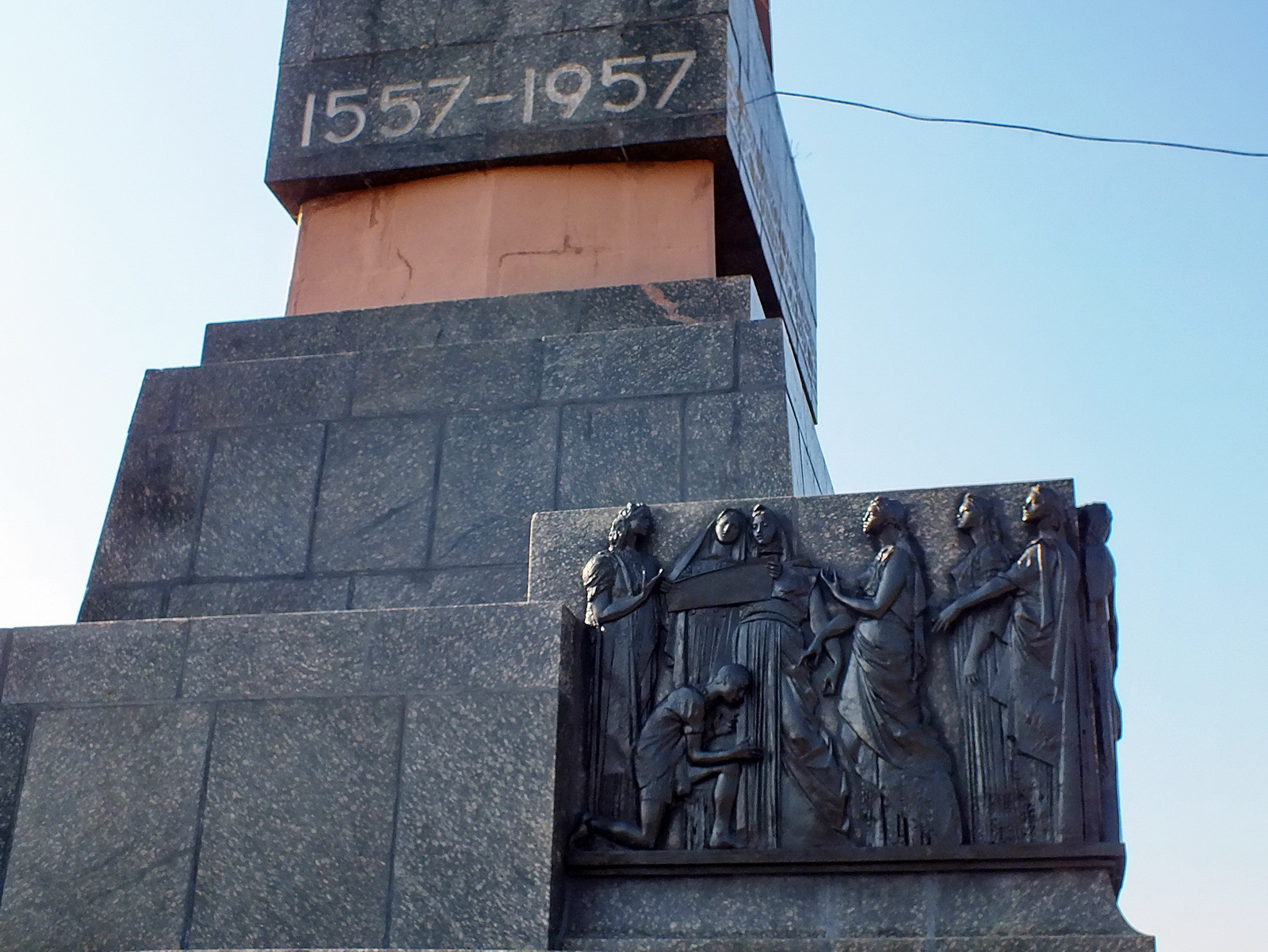